# Pommers voetbalkampioenschap 1932/33
In 1932/33 werd het vijftiende Pommers voetbalkampioenschap gespeeld. De competitie werd overgeheveld van de Baltische naar de Brandenburgse voetbalbond. 
Stettiner SC werd kampioen en plaatste zich voor de Brandenburgse eindronde. Daar werd de club laatste.
Na dit seizoen kwam de NSDAP aan de macht en werden alle regionale voetbalbonden opgeheven. De Gauliga werd ingevoerd als hoogste klasse en de clubs van uit het Pommerse kampioenschap gingen spelen in de Gauliga Pommern. De regionale kampioenschappen in Pommeren werden echter afgeschaft en er kwam nu één competitie die als hoogste klasse diende

## Reguliere competitie

### Bezirksliga Stettin/Stargard
| Plaats | Club                    | Wed. | W  | G | V  | Saldo | Ptn.  |
| ------ | ----------------------- | ---- | -- | - | -- | ----- | ----- |
| 1.     | Polizei SV 1920 Stettin | 14   | 10 | 0 | 4  | 49:32 | 20:8  |
| 2.     | Stettiner SC 08         | 14   | 10 | 0 | 4  | 47:32 | 20:8  |
| 3.     | VfL Stettin             | 14   | 9  | 1 | 4  | 49:29 | 19:9  |
| 4.     | VfB 08 Stettin          | 14   | 8  | 1 | 5  | 40:30 | 17:11 |
| 5.     | SC Preußen 01 Stettin   | 14   | 6  | 1 | 7  | 30:29 | 13:15 |
| 6.     | SC Comet 1912 Stettin   | 13   | 5  | 1 | 7  | 25:37 | 11:15 |
| 7.     | Züllchower SC           | 13   | 2  | 1 | 10 | 21:46 | 5:21  |
| 8.     | Fußballring Stettin     | 14   | 2  | 1 | 11 | 23:49 | 5:23  |

|  | Play-off voor de titel, geplaatst voor de eindronde |
|  | Geplaatst voor eindronde                            |
|  | Degradatie                                          |

Play-off
| Team 1       | Uitslag | Team 2      |
| ------------ | ------- | ----------- |
| Stettiner SC | 6:5     | PSV Stettin |

## Eindronde

### Deelnemers
| Club                    | Gekwalificeerd als                |
| ----------------------- | --------------------------------- |
| SC Blücher 1911 Gollnow | Kampioen van Gollnow/Pyritz       |
| Stettiner SC            | Kampioen van Stettin-Stargard     |
| Polizei SV Stettin      | Vicekampioen van Stettin-Stargard |
| VfL Stettin             | Derde plaats Stettin-Stargard     |
| VfB Stettin             | Vierde plaats Stettin-Stargard    |
| Greifswalder SC         | Kampioen van Voor-Pommeren        |

### Voorronde
| Team 1                  | Uitslag | Team 2      |
| ----------------------- | ------- | ----------- |
| Greifswalder SC         | 2:0     | VfB Stettin |
| SC Blücher 1911 Gollnow | 0:3     | VfL Stettin |

### Groepsfase
| Plaats | Club               | Wed. | W | G | V | Saldo | Ptn |
| ------ | ------------------ | ---- | - | - | - | ----- | --- |
| 1.     | Stettiner SC       | 3    | 2 | 0 | 1 | 11:6  | 4:2 |
| 2.     | Greifswalder SC    | 3    | 2 | 0 | 1 | 5:12  | 4:2 |
| 3.     | Polizei SV Stettin | 3    | 1 | 0 | 2 | 13:8  | 2:4 |
| 4.     | VfL Stettin        | 3    | 1 | 0 | 2 | 7:10  | 2:4 |

|  | Play-off titel |

Play-off
| Team 1       | Uitslag | Team 2          |
| ------------ | ------- | --------------- |
| Stettiner SC | 2:1     | Greifswalder SC |